# باول كارتر هاريسون
باول كارتر هاريسون (بالإنجليزية: Paul Carter Harrison)‏ هو كاتب مسرحي أمريكي، ولد في 1 مارس 1936 في نيويورك في الولايات المتحدة.

## وصلات خارجية
- باول كارتر هاريسون على موقع IMDb (الإنجليزية)
- باول كارتر هاريسون على موقع قاعدة بيانات الفيلم (الإنجليزية)